# Aspila canariensis
Aspila canariensis är en fjärilsart som beskrevs av W. Warren 1912. Aspila canariensis ingår i släktet Aspila och familjen nattflyn. Inga underarter finns listade i Catalogue of Life.